# チェサピーク湾クレーター
座標: 北緯37度17分 西経76度1分 / 北緯37.283度 西経76.017度

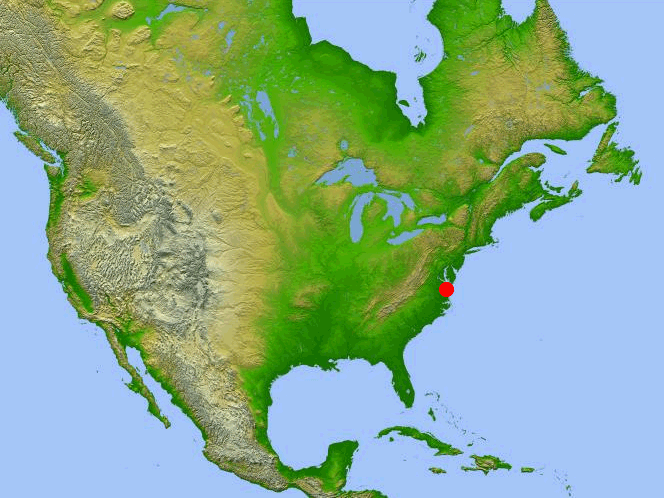
チェサピーク湾クレーターの位置

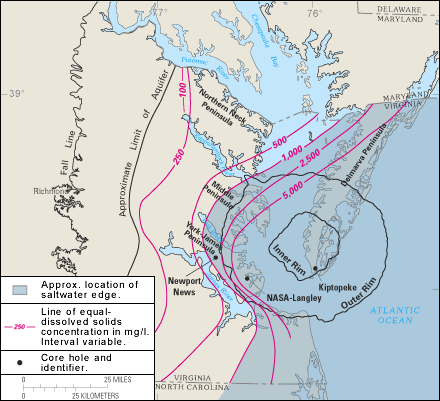
チェサピーク湾クレーターの形状。現在は地下に埋没している

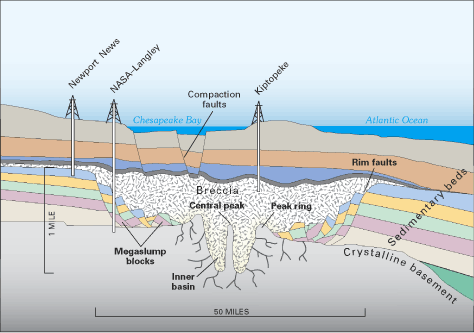
チェサピーク湾クレーターの地下構造

チェサピーク湾クレーター（チェサピークわんクレーター、Chesapeake Bay impact crater）は、アメリカ合衆国バージニア州チェサピーク湾口（北緯37度15分、西経76度5分）に存在する、直径約90kmのクレーターである。3,500万年前の始新世後期、北アメリカ大陸東岸沖の浅い海に直径数kmの小惑星が衝突して形成された。クレーターの中心は現在のデルマーバ半島の端にある。
1980年代よりチェサピーク湾海底の地層に陥没構造が指摘されるようになり、バージニア大学とアメリカ地質調査所により詳しい調査が行われた結果、1999年7月に、海底に埋没した天体衝突によるクレーターであるとして発表された。またこの小惑星衝突に由来すると見られるテクタイト（隕石衝突の高温によってできる天然ガラス）が北アメリカ大陸の各地から報告されている。
北シベリアのポピガイ・クレーターと形成された年代が近く、これらの小惑星が衝突した結果生じたと考えられる大規模な気候変動と、始新世と漸新世の境界で起きた生物相の変化との関連性が、研究者の間で議論を呼んでいる。